# Vierschansentoernooi

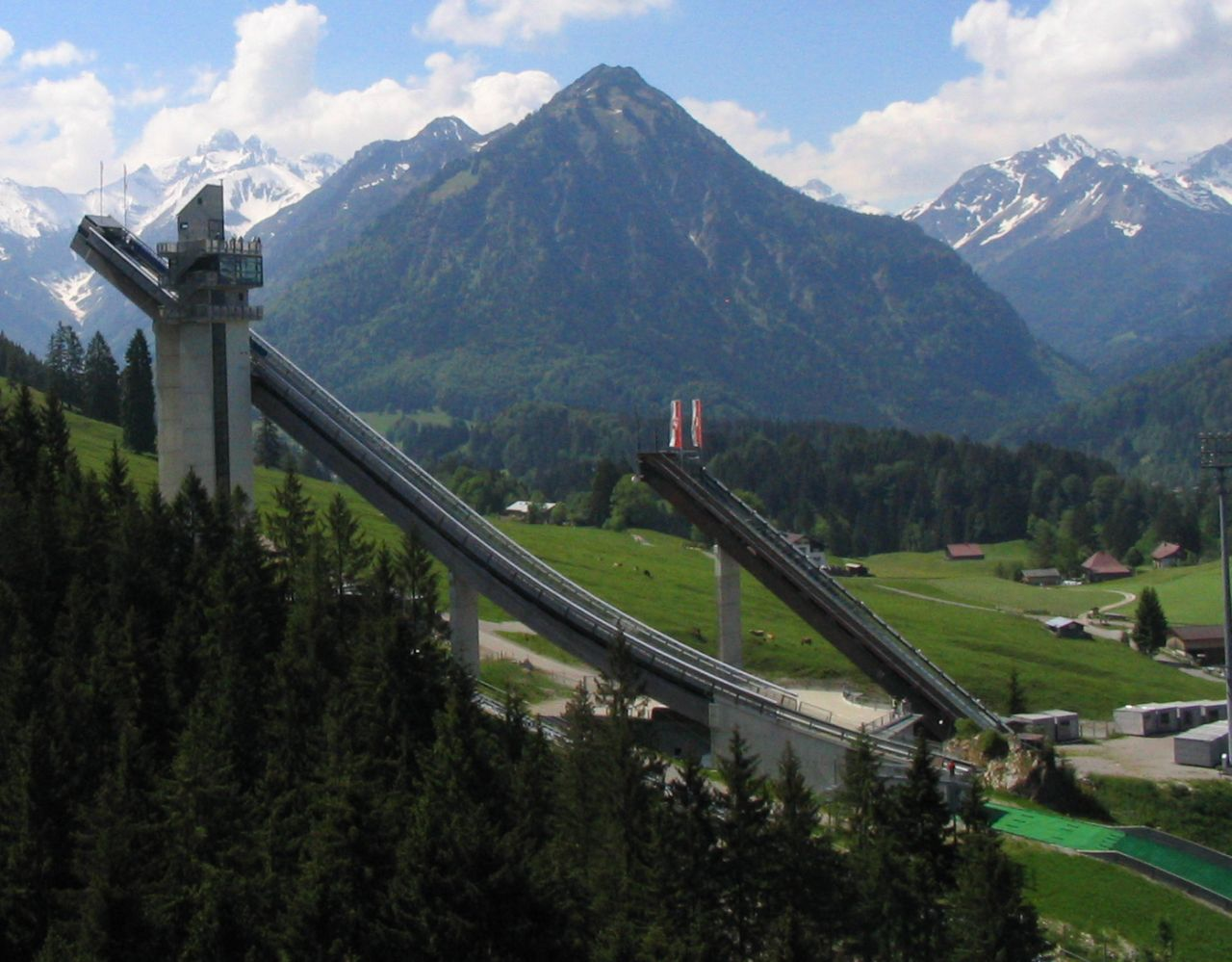
Oberstdorf

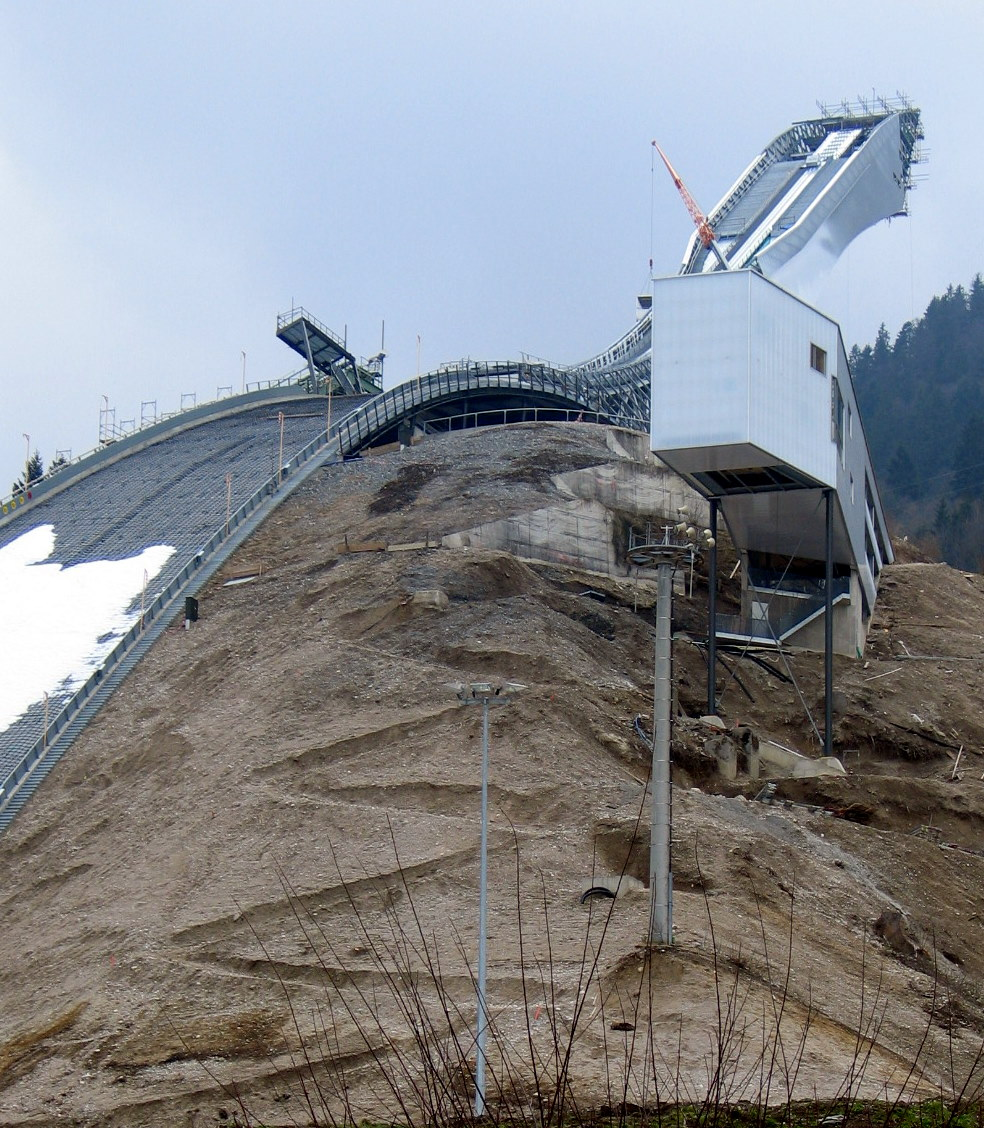
Garmisch-Partenkirchen

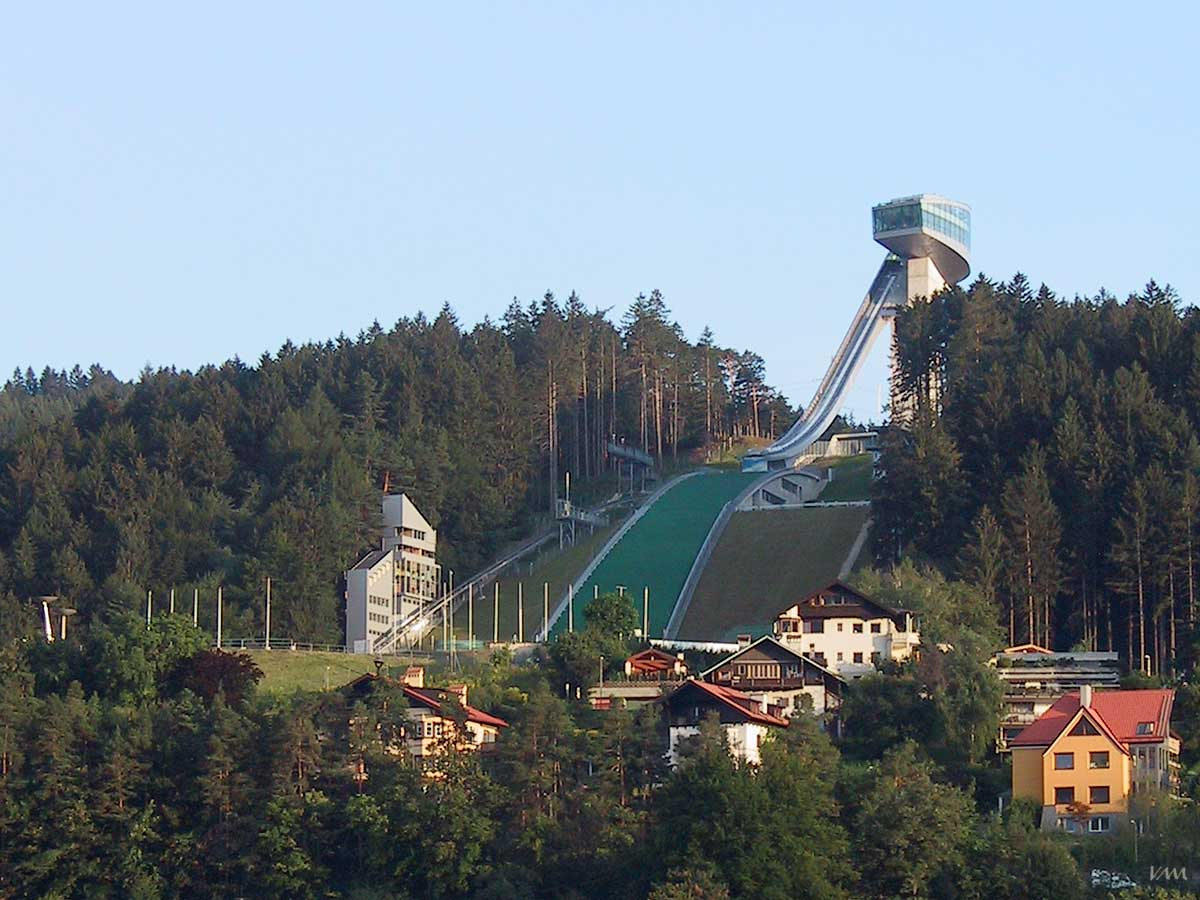
Innsbruck

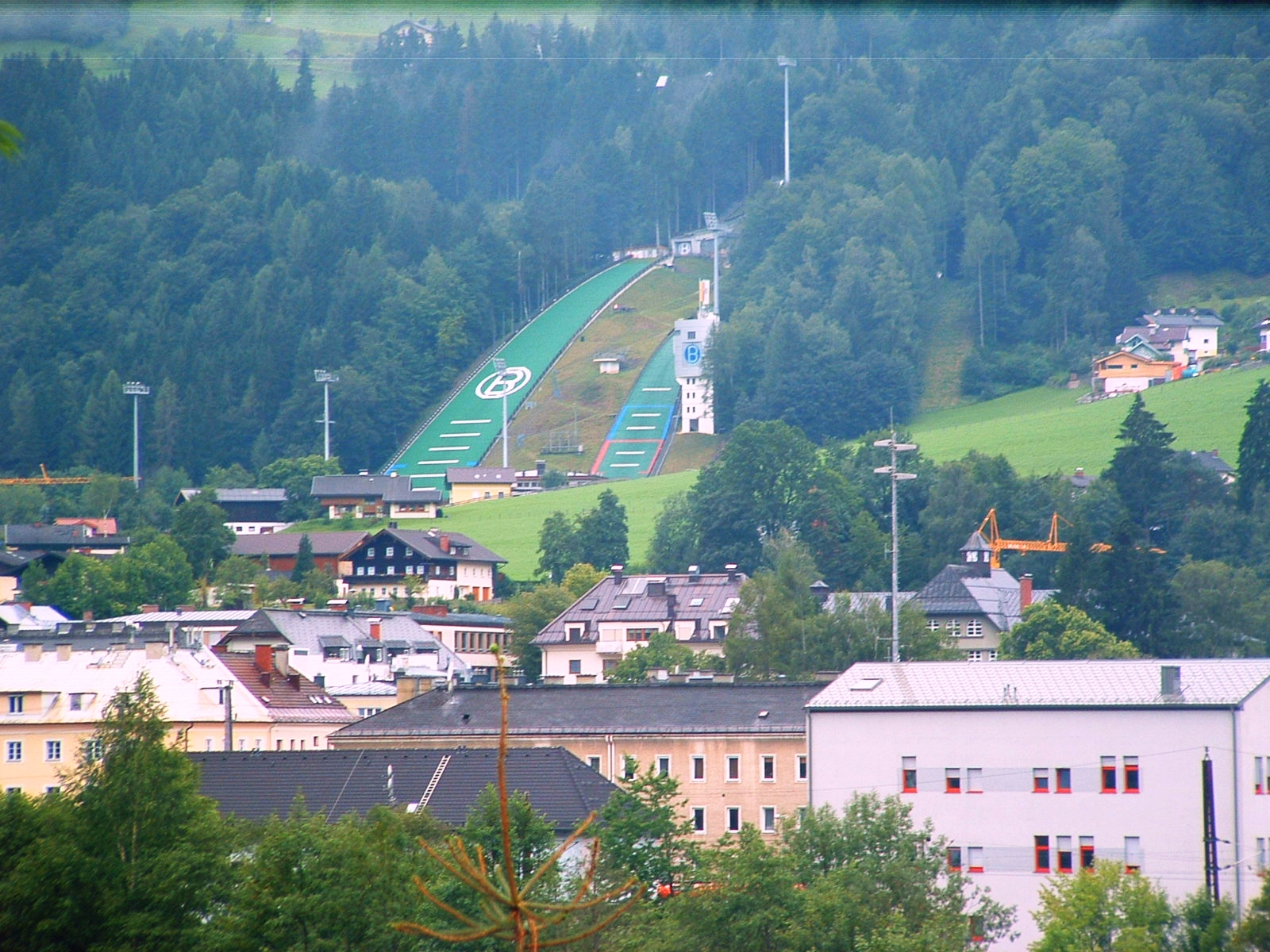
Bischofshofen

Het Vierschansentoernooi (Duits: Vierschanzentournee) is een toernooi dat elk jaar rond de jaarwisseling plaatsvindt in Duitsland en Oostenrijk en bestaat uit vier wedstrijden schansspringen. Het toernooi wordt sinds 1953 georganiseerd. De winnaar van het toernooi is de springer met de hoogste totaalscore van alle vier wedstrijden. Overigens tellen de afzonderlijke wedstrijden ook mee voor de wereldbeker. Het Vierschansentoernooi behoort, met de Olympische Spelen en de wereldkampioenschappen, tot de meest prestigieuze wedstrijden in het schansspringen. In Scandinavië werd in de periode 1997 tot en met 2010 als tegenhanger Nordic Tournament georganiseerd.

## De vier schansen
De vier schansen die jaarlijks worden aangedaan zijn: 
- de Schattenbergschans in Oberstdorf (Duitsland) op 29 of 30 december;
- de Grote Olympiaschans in Garmisch-Partenkirchen (Duitsland) op 1 januari;
- de Bergiselschans in Innsbruck (Oostenrijk) op 3 of 4 januari;
- de Paul Ausserleitnerschans in Bischofshofen (Oostenrijk) in principe op 6 januari (driekoningen), maar soms een dag later.

De wedstrijd in Innsbruck moest twee keer worden afgelast vanwege te harde wind, in 2008 en 2022. In plaats daarvan werd deze jaren twee keer in Bischofshofen gesprongen, in 2008 op 5 en 6 januari en in 2022 op 4 en 6 januari.

## Wedstrijdvorm
Sedert een aantal jaren gebruikt men in het Vierschansentoernooi het "KO-systeem" in de eerste ronde om de dertig deelnemers aan de finale te selecteren. De vijftig deelnemers die uit de kwalificatieronde komen, springen in de eerste ronde paarsgewijs tegen elkaar (de eerste tegen de 50e, de tweede tegen de 49e enz.) en de winnaar van elk duel is geplaatst voor de finale. De vijf beste verliezers mogen als "lucky losers" ook naar de finale. Dit systeem verschilt dus van de traditionele wedstrijdformule waarbij de dertig beste springers uit de eerste ronde naar de finale gaan. De punten uit de eerste ronde en de finaleronde worden bij elkaar opgeteld.

## Lijst van winnaars
Zie Lijst van eindwinnaars van het Vierschansentoernooi.

## Records
In het 50e Vierschansentoernooi (2001/2002) slaagde de Duitser Sven Hannawald er als eerste in alle vier wedstrijden te winnen, een zogenaamde GrandSlam. Zijn totaalscore van 1077,6 punten was tevens een nieuw record.   Kamil Stoch in 2017/2018 en Ryoyu Kobayashi in 2018/2019 scoorden intussen ook een Grandslam.
In de editie 2005/2006 waren er voor het eerst in de geschiedenis van het toernooi twee winnaars: Janne Ahonen (Finland) en Jakub Janda hadden na de vier wedstrijden exact evenveel punten behaald. Wel had Ahonen twee van de vier wedstrijden gewonnen tegen Janda een. Hun puntentotaal van 1081,5, was tevens een verbetering van het record van Hannawald.
In de editie 2015/2016 bracht Peter Prevc (Slovenië) het puntentotaal op 1139,4.
De springer met de meeste eindoverwinningen van het toernooi is de Fin Janne Ahonen met vijf eindzeges. De Duitser Jens Weißflog volgt met vier titels.  Voormalig Oost-Duitser Helmut Recknagel en de Noor Björn Wirkola hebben er drie.
Finse, Duitse en Oostenrijkse springers hebben de meeste overwinningen geboekt met 16 eindzeges (waarvan bij Duitsland, 11 door springers uit de voormalig DDR), Noorwegen komt daarna met 10 overwinningen.

## Schansspringen op nieuwjaarsdag
De tweede wedstrijd van het vierschansentoernooi (in Garmisch-Partenkirchen) is beroemd vanwege het schansspringen op nieuwjaarsdag (Neujahrsspringen). De NOS zond tot 2024 volgens traditie deze wedstrijd elk jaar live uit. Dit was ook de enige skispringwedstrijd in het jaar die de NOS uitzond. Het commentaar bij deze wedstrijd werd vijfentwintig jaar lang verzorgd door Evert ten Napel, die hiermee een belangrijke bijdrage heeft geleverd aan het creëren van de 'traditie'. Vanaf 2025 zendt de NOS deze wedstrijd niet meer uit vanwege bezuinigingen en omdat de belangstelling voor deze sport in Nederland zou afnemen. De wedstrijd scoorde steeds lagere kijkcijfers. Dit werd mede toegeschreven aan het feit dat er geen Nederlanders deelnemen aan de wedstrijd. Het gevolg was dat minder mensen de wedstrijd op nieuwjaarsdag op de televisie volgden. De NOS besloot daarom plotseling op 27 december 2024 om op 1 januari 2025 in plaats van het schansspringen in Garmisch-Partenkirchen het NK Marathonschaatsen uit te zenden. Hiermee leek er een einde te komen aan een lange traditie, wat bij de trouwe kijkers in het verkeerde keelgat schoot. Radio 10-dj Silvan Stoet startte zelfs een petitie om de traditie te behouden. Dat deed hij met succes, want drie dagen later kwam er een alternatieve oplossing waardoor de traditie dan toch kon worden voortgezet. SBS6 sprong erin en nam vanaf dat jaar op nieuwjaarsdag de uitzending van het schansspringen in Garmisch-Partenkirchen over. Het commentaar van Evert ten Napel blijft hierbij gehandhaafd. Daarnaast worden alle vier de wedstrijden uitgezonden op Eurosport.
Door de wereldwijde belangstelling is deze wedstrijd voor de skispringers de belangrijkste wedstrijd uit het vierschansentoernooi. Alleen het winnen van het gehele vierschansentoernooi staat hoger aangeschreven.